# Björn Daelemans
Björn Daelemans (Ekeren, 11 december 1977) is een voormalig Belgisch profvoetballer die als aanvaller(spits) heeft gespeeld, maar ook een tijd in de verdediging heeft gestaan.

## Carrière
Van zijn 15 tot 17 jaar heeft hij bij de jeugd van de nationale ploeg van België gespeeld, maar zijn professionele carrière begon in 1995 bij Germinal Ekeren, maar omdat hij daar geen kans maakte op een basisplaats en er een samenwerking was tussen Germinal Ekeren en KFC Cappellen verhuisde hij naar Cappellen FC waar hij 1 jaar heeft gevoetbald in tweede klassen.Hij tekende het seizoen daarna een contract bij KFC verbroedering geel tot 2001. Het jaar daarop tekende hij een contract in Nederland, bij RBC Roosendaal, waarmee hij in zijn eerste seizoen al promotie naar de Eredivisie afdwong. Na vijf seizoenen - met een tussentijdse terugkeer naar Verbroedering Geel in het seizoen 2004/05 - maakte hij de overstap naar Heracles Almelo waar hij in de verdediging werd uitgespeeld. Daar speelde hij 2 seizoenen. Eind mei 2008 besliste Heracles het contract van Daelemans niet te verlengen, daarop trok de speler naar Verbroedering Geel-Meerhout. Hierna speelde hij in de 1e Prov. Limburg voor KVV Thes Sport Tessenderlo en anno 2015 voor de veteranenploeg van FC Britanic Vorst. Waar hij nog steeds actief is. Sinds 2023/24 is hij trainer bij KSAV-Sint dimpna.

## Einde carrière
Zijn carrière eindigde vanwege de geboorte van zijn dochter op 13 mei 2008.

## Clubstatistieken
| Seizoen | Club                        | Duels | Goals | Competitie      |
| ------- | --------------------------- | ----- | ----- | --------------- |
| 1997/98 | KFC Verbroedering Geel      | 24    | 6     | Tweede Klasse   |
| 1998/99 | KFC Verbroedering Geel      | 39    | 21    | Tweede Klasse   |
| 1999/00 | KFC Verbroedering Geel      | 32    | 8     | Eerste Klasse   |
| 2000/01 | KFC Verbroedering Geel      | 28    | 8     | Tweede Klasse   |
| 2001/02 | RBC Roosendaal              | 28    | 4     | Eerste divisie  |
| 2002/03 | RBC Roosendaal              | 23    | 2     | Eredivisie      |
| 2003/04 | RBC Roosendaal              | 31    | 3     | Eredivisie      |
| 2004/05 | RBC Roosendaal              | 13    | 0     | Eredivisie      |
|         | KFC Verbroedering Geel      | 13    | 7     | Tweede Klasse   |
| 2005/06 | RBC Roosendaal              | 28    | 3     | Eredivisie      |
| 2006/07 | Heracles Almelo             | 11    | 0     | Eredivisie      |
| 2007/08 | Heracles Almelo             | 9     | 0     | Eredivisie      |
| 2008/09 | Verbroedering Geel-Meerhout | 28    | 5     | Vierde Klasse C |
| 2009/10 | Verbroedering Geel-Meerhout | 28    | 14    | Vierde Klasse C |

Bijgewerkt tot 1 oktober 2008